# Laurent Kolodziej

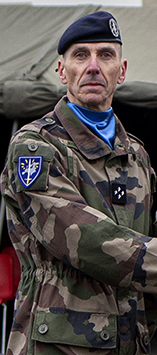
Kolodziej bei der Übernahme der Verantwortung über die NATO Response Force Land durch das Eurokorps

Laurent Kolodziej (* 1. November 1962 in Paris) ist ein Generalleutnant a. D. des Heeres der Französischen Streitkräfte und war bis September 2021 der Kommandierende General des Eurokorps.

## Militärische Laufbahn

### Ausbildung und erste Verwendungen
Im Jahre 1983 trat Kolodziej als Offizieranwärter in die Militärschule Saint-Cyr in Coëtquidan ein. Nach dieser Ausbildung wechselte er auf die École de cavalerie de Saumur (Kavallerieschule Saumur). Im Anschluss folgte ab 1987 eine erste Truppenverwendung in Orange als Zugführer im 1er régiment étranger de cavalerie der Fremdenlegion. Im Jahr 1989 wurde er zunächst als Zugführer eines ERC-90-Zuges und im Anschluss als Stellvertreter des Bataillonskommandeurs in der 13e demi-brigade de Légion étrangère in Dschibuti  eingesetzt. Während seiner 2-jährigen Dienstzeit in Dschibuti war Kolodziej ebenfalls als Kommando- und Nahkampfausbilder der Leiter des Commando-Trainings-Centre Centre d'entraînement au combat d'Arta Plage. Darauf folgend wurde er 1991 als Kommandeur einer Panzer-Eskadron des 6e régiment de cuirassiers in Olivet eingesetzt.

### Dienst als Stabsoffizier
Nach seinem Dienst im 6e régiment de cuirassiers wurde Kolodziej in der Rechtsabteilung des französischen Verteidigungsministeriums eingesetzt. Im Jahr 1993 wurde er in Kroatien in der KFOR eingesetzt. Ab 1995 begann er den Lehrgang für höhere Stabsoffiziere an der Ecole de guerre-Terre in Paris. Im Jahr 1997 wurde er in Bosnien in der SFOR eingesetzt. Ab dem Jahr 2000 wurde Kolodziej als Leiter Ausbildung im 4e régiment de chasseurs und 2001 in der KFOR sowie ab 2002 als Verbindungsoffizier zum britischen Joint Services Command and Staff College  in Watchfield und zum Joint Doctrine and Concepts Centre in Shrivenham eingesetzt. Von 2005 bis 2007 war er im Dienstgrad eines Colonel Kommandeur des 4e régiment de chasseurs in Gap und wurde während dieser Zeit nochmals in der KFOR eingesetzt. Ab 2008 war Kolodziej am Royal College of Defence Studies in London und ab 2009 wechselte er in die französische Botschaft in London als Militärattache. Kolodziej schloss ein Masterstudium in Verteidigung und internationalen Beziehungen am King’s College London ab.

### Dienst als General
Am 1. August 2012 wurde Kolodziej zum Brigadegeneral befördert und übernahm das Kommando über die 6e brigade légère blindée (6. leichte gepanzerte Brigade) in Nîmes, mit der er von Mai bis September 2013 im Rahmen der United Nations Multidimensional Integrated Stabilization Mission in Mali bei der Opération Serval eingesetzt wurde.
Von 2014 bis 2017 wurde er im Etat-major de l'Armée de terre (Generalstab des Heeres) als Generalstabsoffizier für internationale Beziehungen eingesetzt. Am 1. August 2017 wurde er zum Stabschef und am 1. August 2018 zum Kommandeur der schnellen Eingreiftruppe der verbundenen Waffen (force d'intervention rapide interarme). Am selben Tag wurde er zum Generalleutnant befördert und übernahm vom 5. September 2019 bis zum 2. September 2021 das Kommando über das Eurokorps.

## Privates
Laurent Kolodziej ist verheiratet und hat zwei Töchter. Seit seiner Pensionierung 2021 ist er laut eigener Aussage in der Privatwirtschaft als Berater tätig.